# 伊麗莎白小鎮
《伊麗莎白小鎮》（英語：Elizabethtown）是一部2005年上映的美英合作電影，由卡麥隆·克羅威（Cameron Crowe）導演，奧蘭多·布魯與克絲汀·鄧斯特主演。電影片名源自於故事背景所設定的地點，美國肯塔基州伊麗莎白鎮。

## 劇情大綱
電影劇情大綱敘述了原本被視為未來運動鞋界新希望的德魯·拜倫（Drew Baylor，奧蘭多·布魯 飾），有天被公司總裁菲爾·德佛斯（Phil DeVoss，艾力克·包德溫 飾）告知，他的新設計銷售不如預期造成了公司近十億美元的虧損，並將其革職。雪上加霜的是，他的女友愛倫（Ellen Kishmore，潔西卡·貝兒 飾）也提出分手，離他而去。失意的德魯原本一度想要一死以求解脫，卻沒料到在他正打算這麼做的同時，接到姊姊海瑟（Heather Baylor，茱蒂·葛瑞爾 飾）來電，告知他的父親在肯塔基州伊麗莎白鎮過世，並要他自加州隻身前往該鎮，將父親的遺骨帶回家。處在人生低潮中但卻必須裝著堅強的德魯在幾乎沒人的夜間班機上結識空服員克萊兒（Claire Colburn，克絲汀·鄧斯特 飾），並從她手上拿到一張背面寫著連絡電話的地圖。靠著這張地圖原本在半途上迷了路的德魯好不容易來到伊麗莎白鎮，在這個鎮上他遇到許多遠房親戚與父親的友人，並注意到父親對於整個小鎮的重要意義。
在父親充滿戲劇性的告別式中，德魯的母親荷莉（Hollie Baylor，蘇珊·莎蘭登 飾）發表了令人動容的演說追憶亡夫，並在台上表演起踢踏舞，獲得滿堂親友的喝采。之後德魯的堂弟傑西（Jessie Baylor，保羅·史奈德 飾）與他年輕時一起玩團的朋友上台表演了知名搖滾樂團林納史金納（Lynyrd Skynyrd）的名曲《Freebird》，卻因為舞台上的紙鳥裝飾著火而引發火災造成會場大亂。在告別式後德魯從克萊兒手上拿到一本手作的地圖，要他在開車載著父親的骨灰返家時再打開來看。照著地圖與上面的指示開始進行汽車旅行的德魯，邊播放著克萊兒替他準備的音樂唱盤，邊想起父親還在世時兩人之間的種種回憶，悲喜交集。在片尾，德魯依照地圖的指示來到奧克拉荷馬州奧克拉荷馬市「全世界第二大的農產市集」（Second Largest Farmer's Market in The World）會場，並與早已來到此處、戴著紅色帽子的克萊兒重逢，結束了他的思念之旅。

## 工作人員

### 製作
- 導演、劇本原作與製作人：卡麥隆·克羅威（Cameron Crowe）
- 製作人：湯姆·克魯斯（Tom Cruise）與寶拉·華格納（Paula Wagner）
- 配樂、電影原聲帶：萳西·威爾森（英语：Nancy Wilson (rock musician)）（Nancy Wilson）

### 主要演員
- 奧蘭多·布魯（Orlando Bloom）- 飾 德魯·拜倫（Drew Baylor）
- 克絲汀·鄧斯特（Kirsten Dunst）- 飾 克萊兒·柯本（Claire Colburn）
- 蘇珊·莎蘭登（Susan Sarandon）- 飾 荷莉·拜倫（Hollie Baylor），德魯的母親
- 艾力克·包德溫（Alec Baldwin）- 飾 菲爾·德佛斯（Phil DeVoss），德魯的老闆，製鞋公司總裁
- 茱蒂·葛瑞兒（Judy Greer）- 飾 海瑟·拜倫（Heather Baylor），德魯的姊姊
- 潔西卡·貝兒（Jessica Biel）- 飾 愛倫·基希摩爾（Ellen Kishmore），德魯的前女友
- 保羅·史奈德（Paul Schneider）- 飾 傑西·拜倫（Jessie Baylor），德魯的堂弟
- 布魯斯·麥吉爾（Bruce McGill）- 飾 比爾·班（Bill Banyon）
- 盧頓·溫萊特三世 （Loudon Wainwright III）- 飾 戴爾叔叔（Uncle Dale）
- 格拉·沙登 （Gailard Sartain）- 飾 迪查爾（Charles Dean），德魯父親故鄉的老友
- 傑德·瑞斯 （Jed Rees）- 飾 查克（Chuck Hasboro），和德魯同住飯店的新郎
- 寶拉．狄恩 （Paula Deen）- 飾 朵拉阿姨（Aunt Dora）
- Tim Devitt - 飾 米契·拜倫（Jessie Baylor），德魯的父親
- Maxwell Moss Steen - 飾 小三（Samson），傑西的兒子

## 外部連結
- 伊麗莎白小鎮 官方網站 （页面存档备份，存于） （英文）
- 伊麗莎白小鎮（星光大道） （页面存档备份，存于）（繁體中文）
- 互联网电影数据库（IMDb）上《伊麗莎白小鎮》的资料（英文）
- 豆瓣电影上《伊麗莎白小鎮》的資料 （简体中文）